# Hermann Kesten

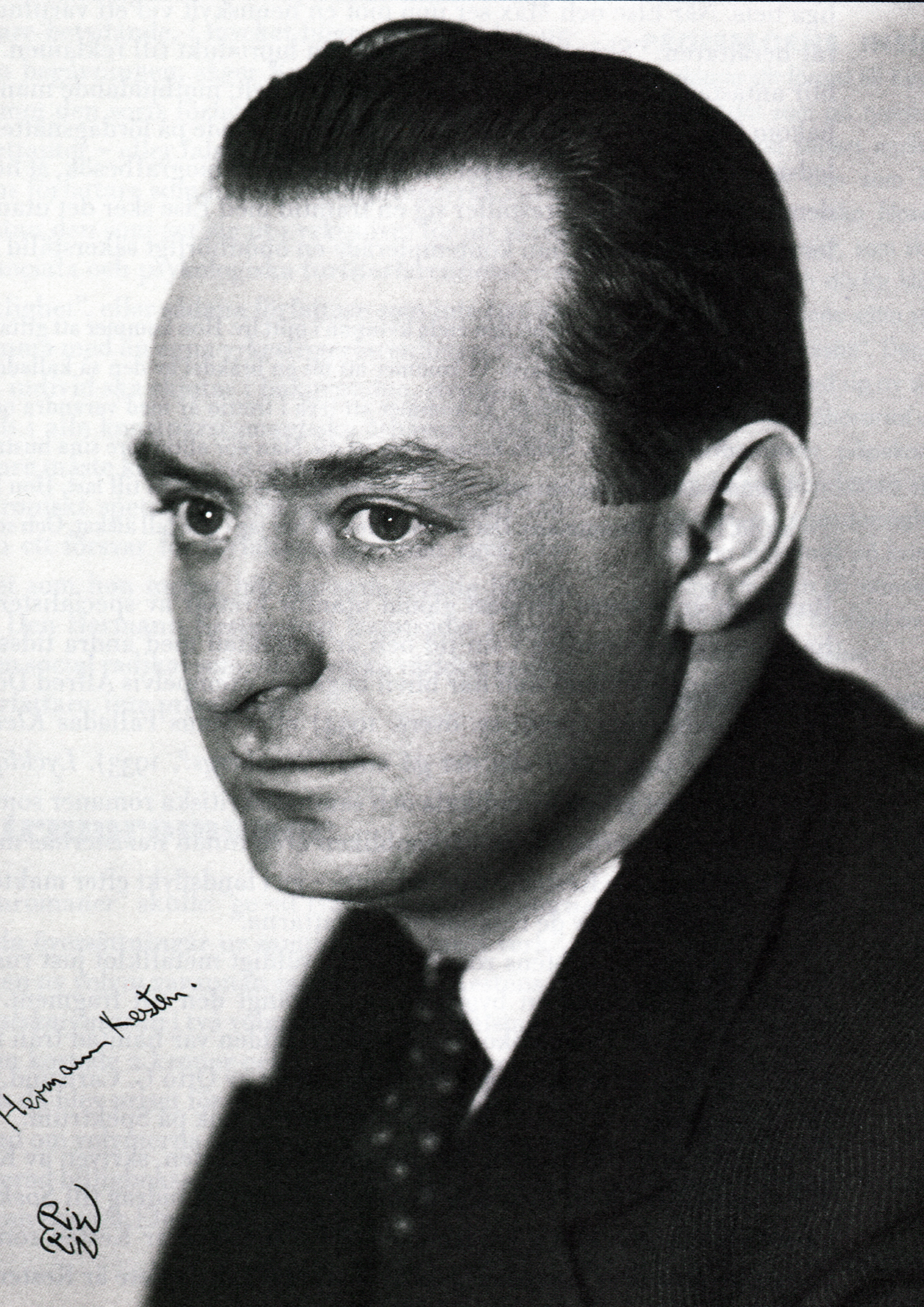
Hermann Kesten

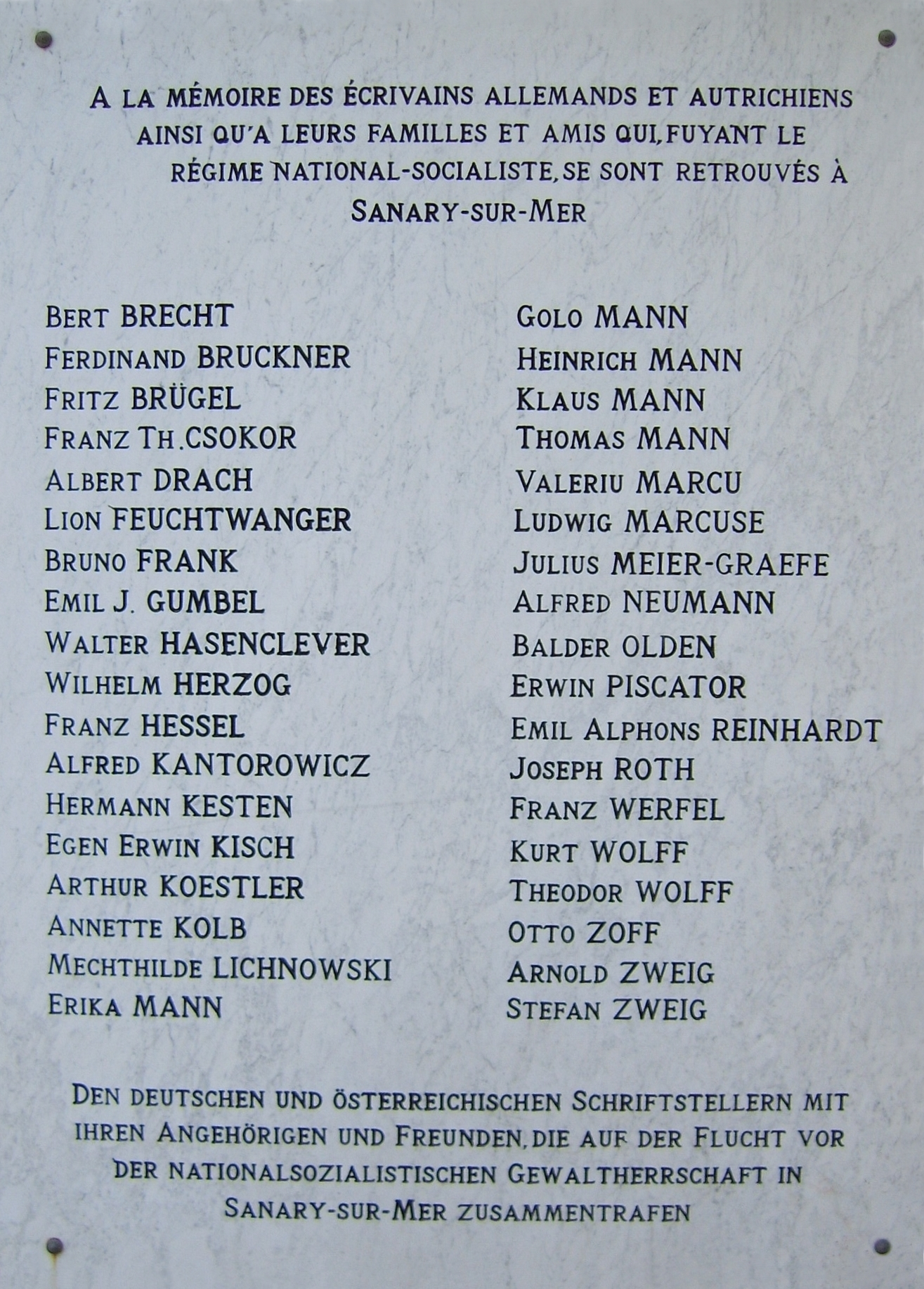
Tablica pamiątkowa poświęcona uchodźcom niemieckim i austriackim w Sanary, wśród nich Hermannowi Kestenowi

Hermann Kesten (ur. 28 stycznia 1900 w Podwołoczyskach, zm. 3 maja 1996 w Bazylei) – niemiecki pisarz żydowskiego pochodzenia. Jeden z głównych przedstawicieli niemieckiego literackiego nurtu lat dwudziestych XX wieku „realizmu magicznego”.

## Życiorys
Hermann Chaim Kesten urodził się 28 stycznia 1900 w rodzinie żydowskiej w Podwołoczyskach we wschodniej Galicji. Ojciec Isaak Isidor Kesten (1868–1918) był kupcem, matka Ida Tisch (1872–1962) zajmowała się wychowaniem dzieci: Karoliny, Hermanna i Reginy. W roku 1904 rodzina Kestena przeniosła się do Norymbergi. W 1919 Kesten zdał maturę w Humanistycznym Królewskim Gimnazjum w Norymberdze. W latach 1919–1923 studiował prawo, ekonomię, historię, filozofię i germanistykę w Erlangen i Frankfurcie nad Menem. Nie dokończywszy pracy doktorskiej rozpoczął podróże po Europie i Afryce Północnej w latach 1923–1926.
W 1926 opublikował nowelę Vergebliche Flucht w czasopiśmie „Frankfurter Zeitung”, a w 1928 swoją pierwszą powieść Josef sucht die Freiheit (Józef poszukuje wolności), pierwszą część Tetralogie, pod roboczym tytułem Das Ende eines großen Mannes (Koniec wielkiego człowieka). W 1932 wydrukował trzy dalsze powieści – Ein ausschweifender Mensch (Rozwiązły człowiek), 1928; Glückliche Menschen (Szczęśliwi ludzie), 1931; Der Scharlatan (Szarlatan), 1932. W 1927 przeniósł się do Berlina, gdzie jako pisarz, a następnie redaktor wraz z Fritzem Helmutem Landshoffem i wydawcą Walterem Landauerem pracował w wydawnictwie Kiepenheuer. W 1928 poślubił Toni Warowitz. Do 1933 obok powieści napisał wiele opowiadań, kilka dramatów (niektóre z Ernstem Tollerem) oraz liczne teksty publicystyczne w czasopismach Republiki Weimarskiej: „Frankfurter Zeitung”, „Berliner Tageblatt”, „Literarische Welt”, „Die Weltbühne”. Dzięki pisarstwu i pracy redaktora poznał pisarzy: Bertolta Brechta, Ericha Kästnera, Josepha Rotha, Annę Seghers, Heinricha Manna, Thomasa Manna i Klausa Manna.
Jako wydawca i autor wielu antologii Kesten jest uważany za wybitnego przedstawiciela „realizmu magicznego” („nowego obiektywizmu”) chociaż w tej kategorii tekstów poetyckich Kesten tylko częściowo je spełnia.
W 1933 uciekł do Francji, gdzie zamieszkał w Paryżu, w centrum emigracji Sanary-sur-Mer, a dalej w Londynie, Brukseli, Ostendzie i Amsterdamie. W Amsterdamie kierował wraz z Walterem Landauerem niemieckim działem wydawnictwa Allert de Lange i publikował w kooperacji z emigracyjnym holenderskim wydawnictwem Exilverlag z Querido Verlag dzieła niemieckiej emigracji. Krótko, w 1934, mieszkał w Nicei z Józefem Rothem i Henrykiem Mannem.
Po Der Gerechte (Sprawiedliwy) (1934) pojawiły się powieści historyczne Ferdinand und Isabella (Ferdynand i Izabella) (1936), König Philipp der Zweite (Król Filip II) (1938), jak i Die Kinder von Gernika (Dzieci z Guerniki) (1939). Po krótkim internowaniu w 1939 we francuskich obozach Colombes i Nièvres, w 1940 uciekł do USA. Zamieszkał w Nowym Jorku, gdzie w latach 1940–1942 zaangażował się jako honorowy doradca w Emergency Rescue Committee aby bronić głównie niemieckojęzycznych pisarzy i pracowników kultury przed prześladowaniem przez reżim nazistowski.
Kesten, w 1949, otrzymał amerykańskie obywatelstwo. W tym samym roku wziął udział w kongresie Międzynarodowego PEN-Klubu w Wenecji. Podjął jednocześnie podróż po Europie.
W 1950 Hermann Kesten został członkiem Akademii Nauki i Literatury (niem. Akademie der Wissenschaften und der Literatur) w Moguncji. Podczas pobytów w Szwajcarii i Nowym Jorku był członkiem korespondentem Niemieckiej Akademii Języka i Literatury (niem. Deutsche Akademie für Sprache und Dichtung w Darmstadt). W roku 1953 przeprowadził się do Rzymu, gdzie mieszkał do roku 1977. W 1954 otrzymał nagrodę miasta Norymberga w dziedzinie kultury (niem. Kulturpreis der Stadt Nürnberg). Od 1972 do 1976 działał jako prezes PEN Centrum Republiki Federalnej Niemiec. W 1974 roku otrzymał nagrodę Georga Büchnera, a w 1977 nagrodę w dziedzinie kultury Nelly Sachs od miasta Dortmund. Po śmierci żony, Toni Kesten, w 1977 przeniósł się do Bazylei, gdzie spędził ostatnie lata życia w żydowskim domu starców „La Charmille” (w Riehen koło Bazylei) – zmarł 3 maja 1996 roku.
W 1978 otrzymał tytuł doktora honoris causa na Uniwersytecie Erlangen-Nürnberg, a w 1980 honorowe obywatelstwo Norymbergi. W 1982 wraz z H. Fritzem Landshoffem został uhonorowany doktoratem honoris causa Wolnego Uniwersytetu w Berlinie. W 1985 w Centrum PEN Republiki Federalnej Niemiec został Honorowym Prezesem „Medalu Hermanna Kestena” – od 2008 jako Nagroda Hermanna Kestena (niem. Hermann-Kesten-Preis) przyznawana zasłużonym, prześladowanym pisarzom, której laureatami zostali m.in.: Johannes Mario Simmel (1993), Günter Grass (1995), Harold Pinter (2001) i Anna Politkowska (2003). W 1995 Kesten ufundował Międzynarodową Norymberską Nagrodę Praw Człowieka (niem. Internationaler Nürnberger Menschenrechtspreis).

## Dzieła

### Powieści
- Josef sucht die Freiheit (1927) (Józef szuka wolności)
- Ein ausschweifender Mensch (Das Leben eines Tölpels) (1929) (Rozwiązły człowiek – życie głupiego)
- Glückliche Menschen (1931) (Ludzie szczęśliwi)
- Der Scharlatan (1932) (Szarlatan)
- Der Gerechte (1934) (Sprawiedliwy)[6]
- Sieg der Dämonen (Ferdinand und Isabella), (1936; wznowienie: 2006, ISBN 3-85535-978-4) (Zwycięstwo demonów)
- Ich, der König (König Philipp II. von Spanien), (1938; wznowienie: Ullstein, Frankfurt/M., 1982, ISBN 3-548-37112-4) (Ja, Król Hiszpanii, Filip II)
- Die Kinder von Gernika (1939: wznowienie: Ullstein, Frankfurt/M., 1981, ISBN 3-548-37103-5) (Dzieci z Guerniki)
- Die Zwillinge von Nürnberg (1947; wznowienie: 2004, ISBN 3-921590-00-0) (Bliźniacy z Norymbergi)
- Die fremden Götter (1949) (Obcy Bogowie)
- Ein Sohn des Glücks (1955) (Syn szczęścia)
- Die Abenteuer eines Moralisten (1961; wznowienie: 2007, ISBN 3-85535-363-8) (Przygody moralisty)
- Die Zeit der Narren (1966) (Czas głupców)
- Ein Mann von sechzig Jahren (1972) (Sześćdziesięcioletni człowiek)

### Nowele zebrane
- Vergebliche Flucht und andere Novellen (1949) (Nieudane ucieczki i inne historie)
- Die 30 Erzählungen von Hermann Kesten (1962) (30 opowiadań H. Kestena)
- Dialog der Liebe (1981) (Dialog miłości)
- Der Freund im Schrank (1983) (Kochanek w szafie)

### Biografie, esseje
- Copernicus und seine Welt (1948) (Kopernik i jego świat)
- Casanova (1952) (Casanowa)
- Meine Freunde die Poeten (1953, wznowienie: 2006, ISBN 3-85535-977-6) (Moi przyjaciele, poeci)
- Der Geist der Unruhe (1959) (Duch niepokoju)
- Dichter im Café (1959) (Poeta w kawiarni)
- Filialen des Parnaß (1961) (Oddziały Parnasu)
- Lauter Literaten (1963)
- Die Lust am Leben. Boccaccio, Aretino, Casanova (1968), Miłość do życia. Boccaccio, Aretino, Casanova
- Ein Optimist (1970) (Optymista)
- Hymne für Holland (1970) (Hymn dla Holandii)
- Revolutionäre mit Geduld (1973) (Cierpliwi rewolucjoniści)

### Teksty
- Maud liebt beide (1928) (Maud kocha oboje)
- Admet (1928) (Admetus)
- Babel oder Der Weg zur Macht (1929) (Babel, czyli droga do władzy)
- Wohnungsnot oder Die Heilige Familie (1930) (Miejsce zamieszkania, czyli Święta Rodzina)
- Einer sagt die Wahrheit (1930) (Jeden mówi prawdę)
- Wunder in Amerika (z Ernstem Tollerem) (1931) (Cuda w Ameryce)

### Wiersze
- Ich bin, der ich bin. Verse eines Zeitgenossen (1974)
- Ein Jahr in New York

### Esseje
- Fünf Jahre nach unserer Abreise in: Das neue Tagebuch, Paris 1938[a]
- Wir Nürnberger. Erste Nürnberger Rede (1961)
- Zwanzig Jahre danach. Zweite Nürnberger Rede (1965)

### Edycje
- 24 neue deutsche Erzähler (1929)
- Neue französische Erzähler (razem z Félixem Bertaux) (1930)
- Novellen deutscher Dichter der Gegenwart (1933)
- Heinrich Heine. Meisterwerke in Vers und Prosa (1939)
- Heart of Europe (razem z Klausem Mannem) (1943)
- Die blaue Blume. Die schönsten romantischen Erzählungen der Weltliteratur (1955)
- Joseph Roth. Werke (1956)
- René Schickele. Werke (1959)
- Gotthold Ephraim Lessing. Werke (1962)
- Ich lebe nicht in der Bundesrepublik (1964)

### Tłumaczenia
- Julien Green, Leviathan (1930)
- Henri Michaux, Meine Güter (1930)
- Emanuel Bove, Geschichte eines Verrückten (1930)
- Jules Romains, Der Kapitalist (1931)
- Jean Giraudoux, Die Abenteuer des Jérome Bardini (1932)
- John Gunther, So sehe ich Asien (1940)

### Listy do i od Hermanna Kestena
- Deutsche Literatur im Exil. Briefe europäischer Autoren 1933–1949 (1964)
- Franz Schoenberner/Hermann Kesten: Briefwechsel im Exil 1933–1945 (2008)

- Viviane Besson. La tradition de l’ironie littéraire – Son rôle de critique politique et sociale chez un écrivain de l’exil. Hermann Kesten. 2 Bde. Bordeaux, Univ. III, UFR d’études germaniques et scandinaves, TER, 1989.
- Dichter – Literat – Emigrant. Über Hermann Kesten. Hg. Walter Fähnders/Hendrik Weber. Bielefeld: Aisthesis, 2005. (ISBN 3-89528-401-7)
- Andreas Winkler. Hermann Kesten im Exil (1933–1940). Sein politisches und künstlerisches Selbstverständnis und seine Tätigkeit als Lektor in der deutschen Abteilung des Allert de Lange Verlages. Mit einem Anhang unveröffentlichter Verlagskorrespondenz von und an Hermann Kesten. Hamburg: Lüdke, 1977.
- Franz Schoenberner/Hermann Kesten: Briefwechsel im Exil 1933-1945. Hg. Frank Berninger. Göttingen: Wallstein, 2008. (ISBN 3-8353-0252-3)

- Anja Herrmann. Hermann Kesten als Journalist. Erlangen-Nürnberg, Univ., Magisterarb., 1994.
- Christine Ilmer. Das Menschenbild Hermann Kestens am Beispiel seines Frühwerks. FU Berlin, Staatsexamensarb., 1985.
- Brigitte D.C. Keudel. Das pazifistische Gedankengut im Werk von Hermann Kesten. Los Angeles, Univ. of Southern California, Diss., 1978.
- Barbara Kürzer. Der Moralist Hermann Kesten. Erlangen-Nürnberg, Univ., Magisterarb., 1994.
- Hendrik Weber. Zeitdiagnostik in Hermann Kestens Roman „Der Scharlatan”[7]. Osnabrück, Univ., Staatsexamensarb., 2001.